# Rondeletiola capensis
Rondeletiola capensis is een inktvissensoort uit de familie van de Sepiolidae. De wetenschappelijke naam van de soort werd voor het eerst beschreven in 1962 door Voss als Inioteuthis capensis.